# جیا کوپولا
جیا کوپولا (به انگلیسی: Gia Coppola) (زاده ۲ فوریهٔ ۱۹۸۷)کارگردان، فیلم‌نامه‌نویس و بازیگر آمریکایی است. از آثارِ او می‌توان به پالو آلتو اشاره کرد.
او فرزند جیان-کارلو کوپولا است.